# Colonies confédérées

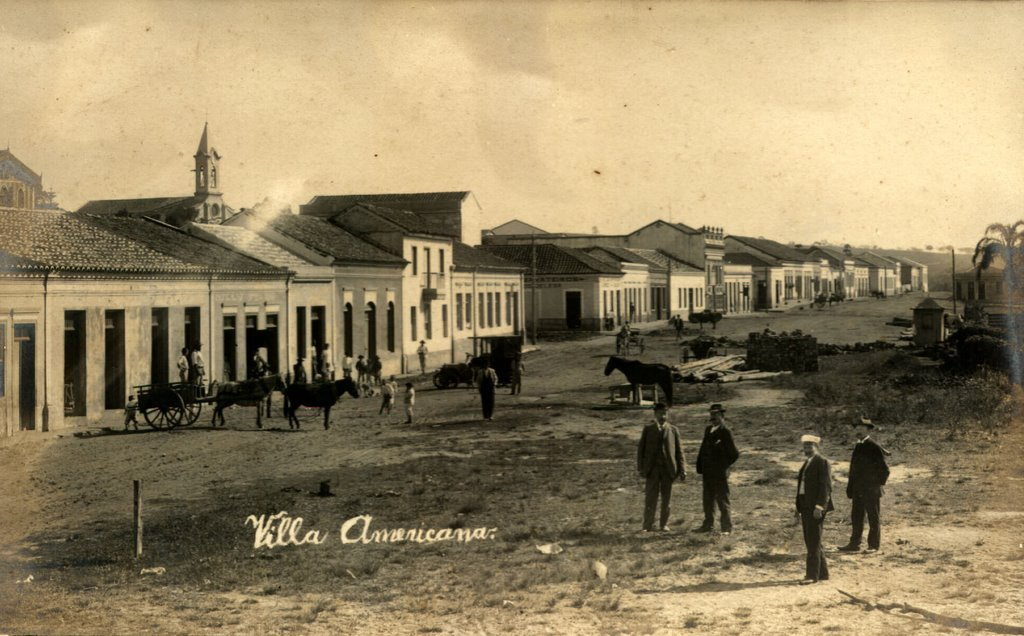
Villa Americana, un exemple d'une colonie confédérée, et de nos jours, Americana, São Paulo.

Les colonies confédérées (en anglais : Confederate colonies) sont composées d'émigrants en provenance des États confédérés d'Amérique, qui fuient les États-Unis après que l'Union gagne la guerre de Sécession (1861-1865). Ils s'installent dans de nombreux pays latino-Américains, notamment le Brésil et Mexique.

## Contexte
De nombreux habitants du Sud perdent leurs terres pendant la guerre civile et ne sont pas disposés à vivre sous le gouvernement fédéral des États-Unis. Ne s'attendant pas à une amélioration de l'économie du Sud des États-Unis, la plupart des émigrants sont originaires des États de l'Alabama, du Texas, de la Louisiane, du Mississippi, de la Géorgie, de la Caroline du Sud, et du le Missouri[réf. nécessaire].
Personne ne détermine la façon dont nombre d'Américains émigrent vers l'Amérique latine. Comme indiqué dans les résultats de recherche non publiés, Betty Antunes de Oliveira trouve dans les dossiers du port de Rio de Janeiro environ 20 000 Américains qui sont entrés au Brésil à partir de 1865 et ce jusqu'en 1885. D'autres chercheurs estiment le nombre à 10 000. Un nombre inconnu est retourné aux États-Unis après la fin de la Reconstruction. La plupart des immigrants adoptent la nationalité brésilienne.
Au Mexique, l'Empereur Maximilien encourage et subventionne la colonisation étrangère avec des concessions et de l'appropriation de terres. Après que les Français retirent leur soutien à Maximilien et qu'il est battu en 1867, ces colonies cessent d'exister. Les titres fonciers ne sont pas reconnus par les vainqueurs, qui avaient passé des années à lutter contre l'intervention et l'occupation étrangère[réf. nécessaire].